# East and Middle Herrington
East and Middle Herrington var en civil parish från 1866 till 1946 då den blev en del av Herrington och Offerton, i grevskapet Durham (nu Tyne and Wear), i England. Denna civil parish hade 420 invånare år 1931.